# Селіна Готський
Селіна (Селіній ; дав.-гр. Σεληνᾶς, Σελίνας дав.-гр. Σεληνᾶς, Σελίνας, IV століття) — третій єпископ готський.

## Біографія
Селіна народився від батька гота та матері фригіянки. Сократ Схоластик писав, що Селіна вільно розмовляв обома мовами (готською і, ймовірно, фригійською), завдяки чому, з рівною легкістю навчав у церкві обома мовами. Єрмій Созомен називав у Селіни замість фригійської грецьку мову. За єпископа Ульфіли Селіна був переписувачем, після смерті Ульфіли став його наступником — єпископом готів. Єрмій Созомен повідомляв, що Селіна готовий був релігійним лідером і майже всі готи підтримували його. Селіна очолював аріанську християнську громаду.
Під час архієрейства Селін між аріанами в Константинополі стався поділ. Причиною поділу стало питання про те, чи міг Бог називатися Батьком раніше існування Сина. Дорофій з Антіохії вчив, що Батьком не можна ні бути, ні називатися раніше існування Сина. Марин із Фракії вчив протилежному: Бога завжди можна називати Батьком, навіть раніше існування Сина. Аріани розділилися на дві громади, кожна з них почала робити особливі молитовні збори. Прихильники Дорофія залишалися в колишніх своїх місцях, а Марину влаштували власні молитовні будинки. Прихильники Марина отримали назву «псафіріани» (дав.-гр. ψαθυριανοὶ), бо Феоктист псафірополь (дав.-гр. Θεόκτιστός τις ψαθυροπώλης) — пиріжник, продавець пирогів, родом із Сирії, з особливою палкістю стояв за думку Марина. Селіна Готський, а разом з ним і готи, прийняли думку Марина, тому псафіріани отримали іншу назву — «готфяни (готти)» (дав.-гр. γότθοὶ). Розкол в аріанстві продовжився 25 років. Він закінчився під час правління імператора Феодосія II Молодшого та в консульство воєначальника Плінфи (дав.-гр. Πλῖνθα дав.-гр. Πλῖνθα). Аріанами було прийнято думку псафіріан, вони встановили собі у майбутнє час не торкатися цього питання.